# Loxoblemmus doenitzi
Loxoblemmus doenitzi är en insektsart som beskrevs av Stein, J.P.E.F. 1881. Loxoblemmus doenitzi ingår i släktet Loxoblemmus och familjen syrsor. Inga underarter finns listade i Catalogue of Life.